# Круглое (Тальменский район)
Круглое — посёлок в Тальменском районе Алтайского края. Входит в состав Ларичихинского сельсовета.

## География
Расположен в тайге у безымянного озера, в 2,5 км к юго-западу от железнодорожного разъезда Круглый Среднесибирской железной дороги.

## Население
| 1997 | 1998 | 1999 | 2000 | 2001 | 2002 |
| ---- | ---- | ---- | ---- | ---- | ---- |
| 73   | ↘64  | ↗71  | ↘67  | ↗141 | ↘59  |
| 2003 | 2004 | 2005 | 2006 | 2007 | 2008 |
| ↘52  | ↘38  | ↗43  | ↘24  | ↗27  | ↘26  |
| 2009 | 2010 | 2011 | 2012 | 2013 |      |
| ↗33  | ↘14  | →14  | ↘12  | →12  |      |

Национальный состав
Согласно результатам переписи 2002 года, в национальной структуре населения русские составляли 82 %.